# مگینگیورد

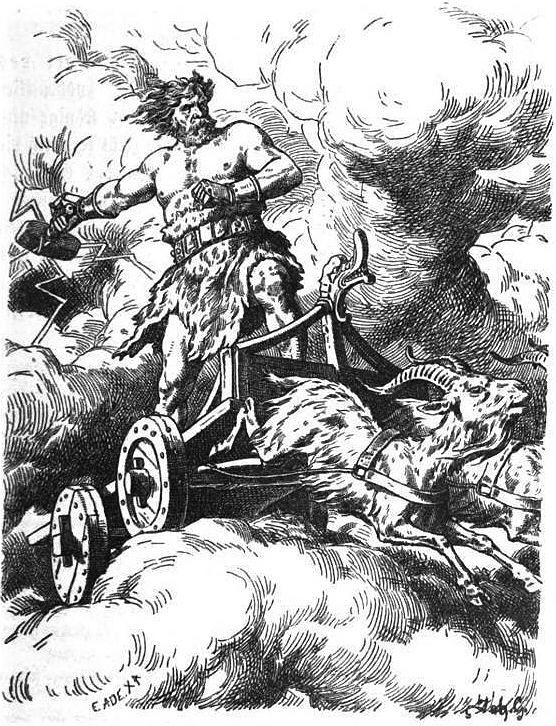
«ثور» (۱۹۰۱) اثر یوهانس گرتس

در اسطوره‌شناسی نورس، مگینگیورد (به انگلیسی: megingjörð) کمربند قدرت ثور است که با بستن آن قدرتش دوبرابر می‌شود. مگین به معنای قدرت یا نیرو است و گیورد به معنای کمربند.
میگینگیورد در کنار میولنیر و Járngreipr یکی از سه سلاح ثور است.